# Rượu vang Bồ Đào Nha

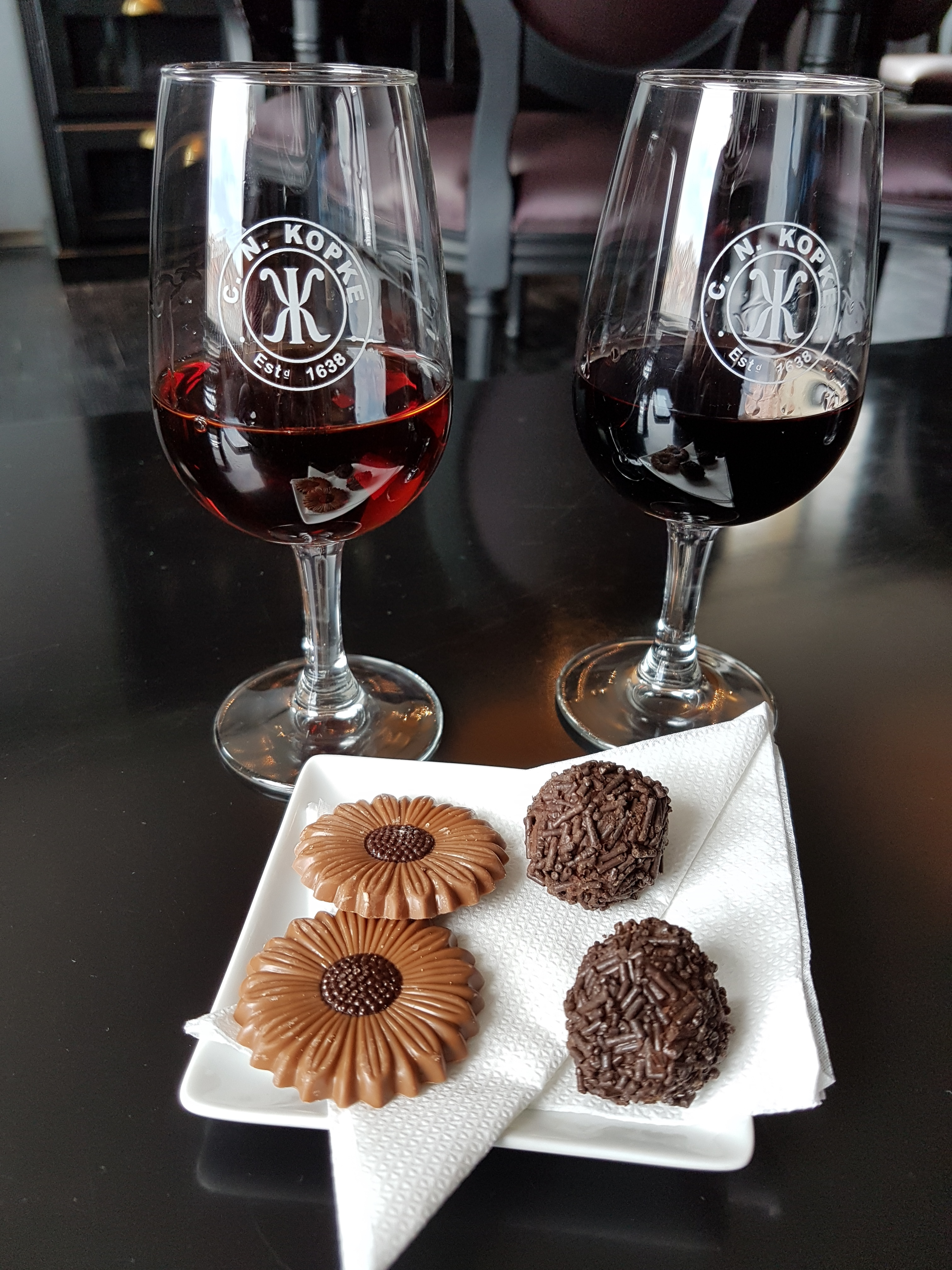
Hai ly Bồ Đào mỹ tửu

Rượu vang Bồ Đào Nha hay Bồ Đào mỹ tửu (hay còn gọi là Rượu vang Port, Ruby Port, Rượu vang Porto hay còn gọi là Vinho do Porto, phát âm tiếng Bồ Đào Nha: [ˌviɲuduˈpoɾtu]) là rượu vang cường hóa (tăng nồng độ) của Bồ Đào Nha sản xuất độc nhất tại thung lũng Douro ở các tỉnh miền bắc Bồ Đào Nha. Nó thường là rượu vang ngọt, đỏ, được phục vụ như một loại rượu tráng miệng, mặc dù nó cũng có các loại rượu khô, nửa khô, và trắng.
Rượu vang nâng độ theo phong cách Rượu vang Port cũng được sản xuất bên ngoài Bồ Đào Nha, đặc biệt là ở Úc, Pháp, Nam Phi, Canada, Ấn Độ, Argentina và Hoa Kỳ. Theo chỉ dẫn địa lý được bảo vệ của Liên minh châu Âu, chỉ có sản phẩm từ Bồ Đào Nha có thể được dán nhãn là Port hoặc Porto. Tại Hoa Kỳ, rượu vang có nhãn "Port" có thể đến từ bất cứ nơi nào trên thế giới, trong khi tên "Oporto", "Porto" và "Vinho do Porto" được công nhận là tên nước ngoài, rượu vang Port có nguồn gốc từ Bồ Đào Nha.

## Cất trữ và dùng
Rượu vang Bồ Đào Nha, cũng giống như các loại rượu vang khác, nên được bảo quản ở nơi mát mẻ nhưng không lạnh, tối (vì ánh sáng có thể làm hỏng Port), với nhiệt độ ổn định (như hầm rượu), đặt chai nằm nếu chai có nút chai bằng bần, hoặc đứng nếu nút xoáy. Ngoại trừ Port trắng, có thể được phục vụ lạnh, Port nên được phục vụ ở nhiệt độ từ 15 đến 20 độ C (59 đến 68 độ Fahrenheit). Tawny port (ngăm đen) cũng có thể được phục vụ hơi lạnh hơn. Rượu vang Bồ Đào Nha không được lọc (như Port nhiều tuổi, crusted Ports và một số LBV), tạo thành một lớp trầm tích trong chai và cần phải khử. Quá trình này cũng cho phép Port được thở.

## Hình ảnh

- Tập tin:Port Wine styles.jpg